# Mei Šiven
Mei Šiven (pinjin: Mei Xiwen), kitajski igralec snookerja, * 8. oktober 1982, Ljudska republika Kitajska.

## Kariera
Mei je v svetovni karavani debitiral v sezoni 2009/10, potem ko ga je Azijska zveza nominirala za mesto v njej.